# Maruch Méndez
Maruch Méndez Pérez (K’atixtik, San Juan Chamula; 1957) es una artista maya/tsotsil, pintora y alfarera profundamente arraigada en la naturaleza y la cultura de San Juan Chamula, Chiapas, México. Su obra representa una confluencia entre lo espiritual y lo material, tejiendo una relación entre la humanidad y la naturaleza que trasciende los límites de la imaginación.

## Biografía
Maruch Méndez es originaria de K’atixtik, un municipio de San Juan Chamula, pasó seis años de su juventud viviendo en el bosque, al que ella llama su "escuela", y luego asumió el papel de madre de cuatro hijos y dos hijas. Fue llamada j'ilol (curandera) y posteriormente adquirió una autoridad religiosa.
En 2002, Maruch Méndez revivió la antigua y casi extinta tradición chamula de moldear objetos domésticos en barro, horneados en fogones, para transformar la tierra en figuras que reflejaban el imaginario de sus ancestros y su propia vida. A lo largo de los años, ha perfeccionado un estilo personalizado de gran profundidad. Aunque Maruch no se autodenomina "artista" en el sentido tradicional, su arte la emana a través de su narrativa y su creación plástica.
Maruch Méndez inició su carrera artística en el Taller Leñateros, colaborando con la poeta Ámbar Past y el colectivo de mujeres que manufacturan libros de artista. Posteriormente, se unió al grupo de artistas contemporáneos mayas y zoques en la Galería MUY en 2015, participando en proyectos multidisciplinarios, y dando a conocer su obra en varios estados de la República Mexicana, los Estados Unidos y Europa. Siempre a destacado como una maestra de su práctica y como una figura empoderada y motivadora para los artistas mayas y zoques.

## Estilo artístico
Maruch Méndez amplió su práctica artística incorporando medios, como la instalación, el performance, el barro y la pintura acrílica. Sus instalaciones se componen de elementos naturales como piedras y hojarascas, que representan la simbiosis de su comunidad con la naturaleza. Sus performances son un equilibrio entre rezo y canto, una expresión de lo espiritual y lo cultural. Su pintura actúa como un medio de liberación, donde se entrelazan mundos coloridos, cuyas ideas brotan de su alma y su rica herencia tsotsil-maya.

## Exposiciones

### Individual
- Los huecos del Agua, Museo Universitario del Chopo, Ciudad de México, 2019
- Ciencia y espiritualidad en la plástica maya, exposición multidisciplinaria, Galería MUY, San Cristóbal de Las Casas, Chiapas, 2017
- Spoxil Ch’ulelal (Medicina del alma), exposición multidisciplinaria, Centro Médico siglo XXI, Ciudad de México, 2019
- Art with me, exposición multidisciplinaria, Tulum, Quintana Roo, 2019
- Impactos en nuestro arte, Galería MUY, San Cristóbal de Las Casas, Chiapas, 2021

### Colectiva
- Mujeres del barro, en conjunto con Feliciana Ramírez, Galería MUY, San Cristóbal de Las Casas, Chiapas, 2015

- Jna’tik Jnatik (Extrañamos nuestra casa), Corpus Christi, Ciudad de México, 2017
- Interpretaciones mayas y zoques de la pandemia (In) visible, exposición virtual, Galería MUY, 2020
- Skuxlejal antzetik (Vida de las mujeres), Galería MUY, San Cristóbal de Las Casas, Chiapas, 2022
- Spatel Nopvenetik (Moldeando ideas), Galería MUY, San Cristóbal de Las Casas, Chiapas, 2022